# Welberth Rezende
Welberth Porto de Rezende, bekannt als Welberth Rezende (* 20. August 1975 in São Gonçalo) ist ein brasilianischer Landes- und Kommunalpolitiker.

## Politische Laufbahn
Rezende, ein Rechtsanwalt, ist Mitglied der Partei Cidadania, bis 2019 als Partido Popular Socialista (PPS) benannt. Für diese wurde er bei den Wahlen in Brasilien 2018 erfolgreich mit 31.725 oder 0,41 % der gültigen Stimmen zum Landesabgeordneten in die Legislativversammlung des Bundesstaats Rio de Janeiro gewählt.
Dieses Amt übte er bis zum 31. Dezember 2020 aus, da er sich zur Wahl als Stadtpräfekt (Bürgermeister) des Munizips Macaé gestellt hatte. Sein Nachrücker in der Legislativversammlung wurde Noel de Carvalho.
Die Kommunalwahl 2020 konnte er für sich mit 26.500 oder 23,93 % der gültigen Stimmen entscheiden und trat sein Amt zum 1. Januar 2021 an.